# Anne de Noailles

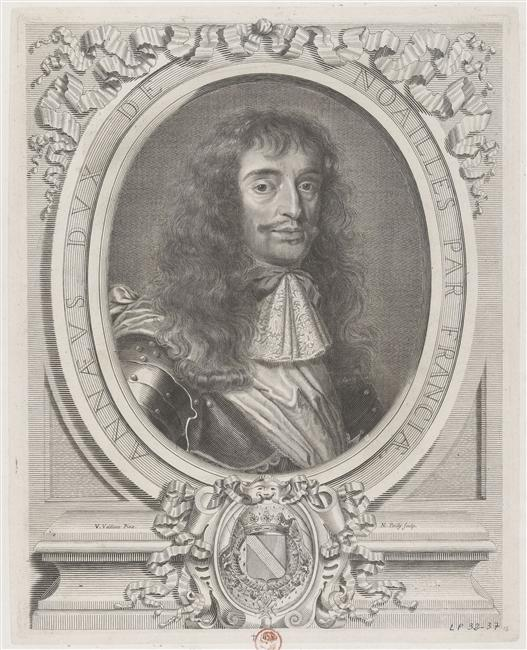
Anne de Noailles.

Anne de Noailles, hertig av Noailles, född omkring 1613, död den 15 februari 1678, var en fransk hertig och militär, sonson till Henri de Noailles, far till Anne-Jules och Louis-Antoine de Noailles.
de Noailles spelade en viktig roll under Fronden och de första åren av Ludvig XIV:s egen regering, var en tid generalkapten över den nyförvärvade provinsen Roussillon samt blev 1663 hertig och pär.

## Barn
1. Anne Jules de Noailles, Hertig av Noailles (5 februari 1650 – 2 oktober 1708)
2. Louis Antoine de Noailles, "Cardinal de Noailles" (27 maj 1651 – 4 maj 1729)
3. Jacques de Noailles (9 november 1653 – 22 april 1712)
4. Jean François de Noailles (28 augusti 1658 – 23 juni 1692)
5. Louise Anne de Noailles (1662–1693) gifte sig med Henri de Beaumanoir, markis med titeln Markis av Lavardin.
6. Jean Baptiste Louis Gaston de Noailles (8 juli 1669 – 15 september 1720), biskop av Châlons.